# Voie Camillien-Houde
La voie Camillien-Houde est une route de Montréal. 

## Situation et accès

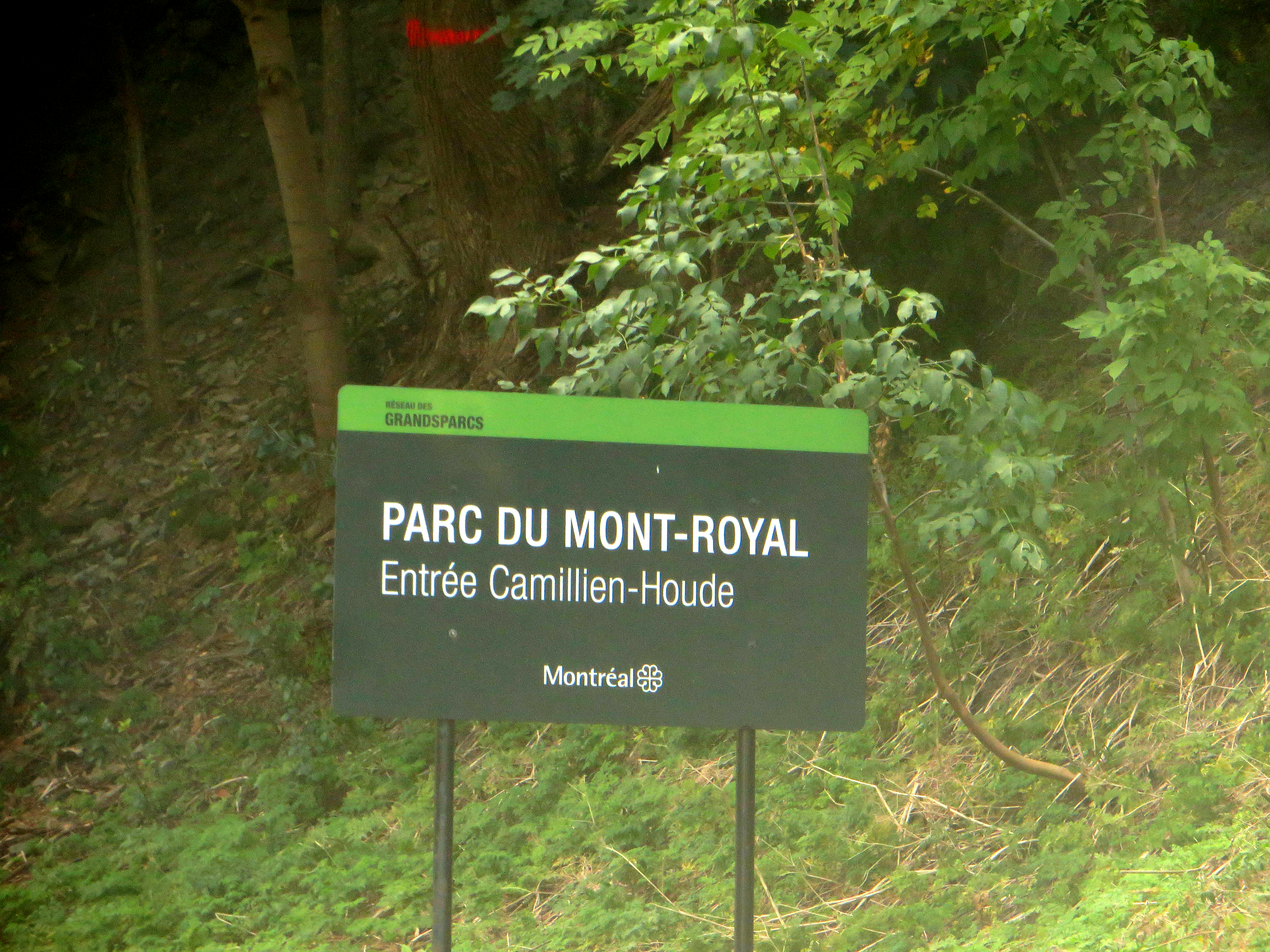
Signalisation, septembre 2016.

Orientée est-ouest, elle relie le Plateau Mont-Royal au parc du Mont-Royal et au sommet du mont Royal.

## Origine du nom
La voie Camillien-Houde a été nommé en l'honneur de Camillien Houde, qui a été maire de Montréal de 1928 à 1932, 1934 à 1936, 1938 à 1940, et finalement de 1944 à 1954. Maire durant la Grande Dépression, on lui doit de nombreux chantiers de constructions pour occuper les sans-emploi, comme le Jardin botanique, les chalets du Mont-Royal et du parc La Fontaine, des viaducs, des bains publics, des vespasiennes, surnommées camilliennes en son honneur.

## Historique

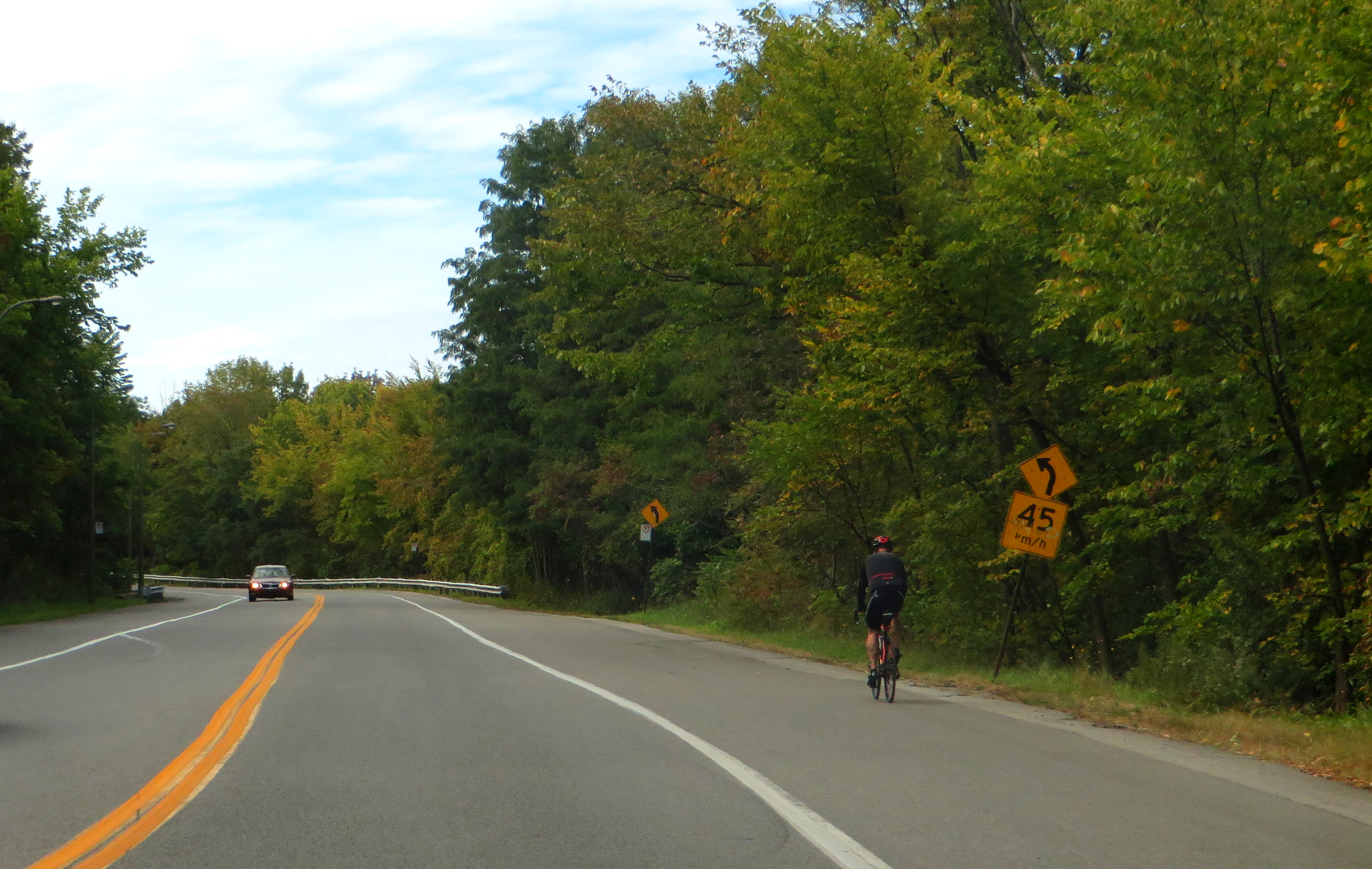
La voie en septembre 2016.

La voie Camillien-Houde a été inaugurée le 11 août 1958, reprenant le tracé de l'ancienne voie du tramway mise en service le 10 juillet 1930 après le retrait du funiculaire du mont Royal en 1918.
Un accident ayant coûté la vie à un cycliste en 2017 a provoqué une réflexion à l'hôtel de ville sur l'usage futur de la voie. Il est alors proposé d'interdire la voie aux automobiles. En 2018, de juin à octobre, une portion de 500 mètres est interdite aux véhicules particuliers.
Le 13 septembre 2023, la mairesse Valérie Plante dévoile un projet de réaménagement où la route sera interdit aux voitures, sauf aux véhicules d’urgence.